# Desmodium sequax
Desmodium sequax är en ärtväxtart som beskrevs av Nathaniel Wallich. Desmodium sequax ingår i släktet Desmodium och familjen ärtväxter. Inga underarter finns listade i Catalogue of Life.